# (14409) 1991 RM1
1991 أر أم 1 (ويعرف أيضًا باسم (14409) 1991 أر أم 1 وفق تسمية الكوكب الصغير) (بالإنجليزية: 1991 RM1)‏ هو كويكب ضمن حزام الكويكبات؛ وترتيبه 14409 من حيث الاكتشاف.
اكتُشف هذا الجُرم الفلكي بواسطة روبرت إتش ماكنوت في 5 سبتمبر 1991.

## وصلات خارجية
- (14409) 1991 RM1 في قاعدة بيانات مختبر الدفع النفاث لأجرام النظام الشمسي الصغيرة

- الاكتشاف · مخطط المدار ·  العناصر المدارية · المعلمات المادية

- (14409) 1991 RM1 على موقع ويكي سكاي: DSS2, SDSS, GALEX, IRAS, Hydrogen α, X-Ray, Astrophoto, Sky Map, Articles and images